# Eragrostis pilgeri
Eragrostis pilgeri là một loài thực vật có hoa trong họ Hòa thảo. Loài này được Fedde mô tả khoa học đầu tiên năm 1908.